# Bislev Sogn
Bislev Sogn er et sogn i Aalborg Vestre Provsti (Aalborg Stift).
I 1800-tallet var Bislev Sogn anneks til Veggerby Sogn. Begge sogne hørte til Hornum Herred i Ålborg Amt. Trods annekteringen var de to selvstændige sognekommuner. Ved kommunalreformen i 1970 blev Veggerby indlemmet i Støvring Kommune, der ved strukturreformen i 2007 indgik i Rebild Kommune, og Bislev blev indlemmet i Nibe Kommune, der ved strukturreformen indgik i Aalborg Kommune.
I Bislev Sogn ligger Bislev Kirke og herregården Lundbæk, hvor der nu er landbrugsskole.
I sognet findes følgende autoriserede stednavne:
- Bislev (bebyggelse, ejerlav)
- Bislev Kær (bebyggelse)
- Djørup (bebyggelse, ejerlav)
- Halkær (bebyggelse, ejerlav)
- Hammelhøje (areal)
- Hedegårde (bebyggelse, ejerlav)
- Holmager (bebyggelse, ejerlav)
- Ilsø Mark (bebyggelse)
- Karlsmose (areal)
- Lundbæk Mark (bebyggelse)
- Rishøj (areal)
- Sebbersund (bebyggelse, ejerlav)
- Silshøje (areal)
- Snorup (bebyggelse, ejerlav)
- Spidsby (bebyggelse)
- Storbjerg (areal)
- Tyrrestrup Gårde (bebyggelse, ejerlav)
- Ørnehøje (areal)